# Stephen Crane
Stephen Crane   (Newark, 1 de novembre de 1871 - Badenweiler, 5 de juny de 1900) va ser un escriptor i periodista estatunidenc, influent en la literatura del segle xx. Els seus principals treballs són The Red Badge of Courage i Maggie: A Girl of the Streets.

## Trajectòria
Crane va ser el catorzè i últim fill d'un matrimoni pertanyent a l'Església Metodista. En 1890 es va traslladar a Nova York per treballar pel seu compte com a reporter dels barris baixos, treball que juntament amb la seva pobresa li proporcionaria material per a la primera novel·la.
Maggie: A Girl of the Streets (1893) va ser la seva novel·la inicial, va publicar-la amb pseudònim i la va haver de pagar ell mateix; va merèixer els elogis de diversos escriptors, però no va tenir èxit comercial; avui és un clàssic.
La va seguir La Medalla Roja de Coratge (1896), un relat fortament líric i realista sobre la Guerra Civil Nord-americana, que segueix sent reconeguda internacionalment com un estudi psicològic, precís i profund d'un soldat jove. En la novel·la descriu cert episodi de la guerra civil des de dins. Aquesta obra, de constants reedicions, va ser portada al cinema per John Huston.
A pesar que no havia viscut experiències militars, la descripció de les dures proves de combat que revelava en la seva obra (basada en documentació i imaginació), va induir a diversos periodistes nord-americans i estrangers a contractar-lo com a corresponsal en la Guerra dels Trenta Dies (guerra greco-turca de 1897) i en la Guerra Hispano-nord-americana (1898).
El 1896 el vaixell en el qual acompanyava a una expedició dels Estats Units a Cuba, va naufragar i va estar quatre dies a la deriva, la qual cosa a la llarga li va ocasionar una tuberculosi. Va plasmar aquestes experiències en el llibre de contes The Open Boat and Other Tales (1898). El 1897 es va establir a Anglaterra, on va fer amistat amb els escriptors Henry James i Joseph Conrad, qui va lloar la seva gran novel·la.
Poc abans de la seva mort va aparèixer el que és probablement el seu llibre més popular, Whilomville Stories (1900). El naturalisme de Crane no és tan desesperat com el d'Émile Zola i es troba a més amarat d'un fort lirisme.
Va escriure un total de dotze llibres fins a morir de tuberculosi, als 28 anys, a Badenweiler (Alemanya). Una sàtira del temperament romàntic que va deixar inacabada, The O'Ruddy, va ser conclosa per Robert Barr i es va donar a conèixer el 1903.